# كوينتون آرون
كوينتون آرون (بالإنجليزية: Quinton Aaron)‏ مواليد 15 أغسطس 1984 في ذا برونكس، نيويورك، الولايات المتحدة، هو ممثل أمريكي بدأ مسيرته الفنية عام 2006.

## الأعمال
- بي كايند ريوايند
- الأسد الملك
- البعد الآخر
- القانون والنظام: الوحدة الخاصة للضحايا
- تل الشجرة الواحدة
- دروب ديد ديفا

## وصلات خارجية
- الموقع الرسمي
- كوينتون آرون على موقع IMDb (الإنجليزية)
- كوينتون آرون على موقع ألو سيني (الفرنسية)
- كوينتون آرون على موقع قاعدة بيانات الفيلم (الإنجليزية)